# Garðar
Garðar was de 'hoofdstad' van de Noordse nederzettingen op Groenland. Op dezelfde locatie ligt nu de nederzetting Igaliku.
In Igaliku zijn nog vele ruïnes van het oude Garðar te zien. De voornaamste ruïne is die van de voormalige kathedraal, een zandstenen kruiskerk gebouwd in de 12e eeuw. De afmetingen van de kathedraal bedragen 27x16 meter. Naast de kathedraal bevinden zich de ruïnes van de stallen (voor 60 koeien) en van diverse andere gebouwen.
Na de dood van de laatste bisschop in 1378 raakte de kathedraal snel in verval, mede door de sterke klimaatverslechtering, waardoor het houden van koeien, paarden, varkens en schapen in Groenland onmogelijk werd.

## Bisschoppen
Volgens de sagas werd het idee voor een eigen Groenlandse bisschop geopperd door de rijke boer Sokki Þórisson uit Brattahlíð. Hij kreeg uiteindelijk toestemming van de Noorse koning en de eerste bisschop van Groenland, Arnaldur, werd gewijd door de aartsbisschop van Lund in 1124. Hij arriveerde in Groenland in 1126.
In hetzelfde jaar werd begonnen met de bouw van de kathedraal, gewijd aan Sint Nikolaas, de patroonheilige van de zeevaart.
Het bisdom Garðar viel onder het aartsbisdom Lund van 1126-1152. In 1152 werden de bisdommen van Groenland, IJsland, Man, de Orkneyeilanden- en de Faeröer-eilanden ondergeschikt aan het nieuwe aartsbisdom Nidaros (het huidige Trondheim).
Bisschop Arnaldur keerde in 1150 naar Noorwegen terug en werd benoemd tot bisschop van Hamar in 1152. Zijn opvolger van Jón Knútur, die van 1153-1186 bisschop was. De derde bisschop was Jón Árnason (bijgenaamd Smyrill), die in 1189 werd benoemd. Hij ging als pelgrim naar Rome in de jaren 1202-1203 en bracht een bezoek aan de paus. Hij overleed in Garðar in 1209 en werd begraven in de kathedraal, waarschijnlijk in de kapel aan de noordkant.
De volgende bisschop, Þór Helgi, kwam in 1212 in Groenland aan aan en stierf in 1230. In 1234 werd zijn opvolger benoemd, Nikulás, maar het duurde tot 1239 voor hij daadwerkelijk in Groenland aankwam. Hij stierf in 1242. In hetzelfde jaar werd Ólafur benoemd, maar pas 5 jaar later kwam hij in Groenland aan. Hij was bisschop tot 1280, maar van 1264-1280 verbleef hij in het buitenland, dus hij heeft maar een korte tijd daadwerkelijk als bisschop gefungeerd. Zijn opvolger was Þór Bokki, die van 1289-1309 in Garðar verbleef, hij keerde terug naar Noorwegen. Zes jaar later, in 1315 werd Árni benoemd als bisschop. Hij was bisschop tot zijn dood in 1347.
Inmiddels was door de klimaatverslechtering de communicatie met Groenland steeds moeilijker geworden. In 1343 werd een nieuwe bisschop benoemd, Jón Skalli, maar toen bleek dat bisschop Árni nog leefde werd de benoeming ongedaan gemaakt en hij reisde nooit naar Groenland.
Na de dood van bisschop Árni in 1347 duurde het een tijd voor er een nieuwe bisschop arriveerde. Dit was vooral te danken aan de inmiddels slechte communicatie tussen Groenland enerzijds en IJsland/Noorwegen anderzijds. In 1368 kwam bisschop Álfur in Groenland aan. Hij overleed in Garðar als laatste (katholieke) bisschop van Groenland in 1378.

## Bron
- (da)  Gulløv, H.C., Grønlands forhistorie, Gyldendal, Kopenhagen, 2005. ISBN 87-02-01724-5